# Troutsdale
Troutsdale var en civil parish från 1866 till 1985 då den blev en del av Broxa cum Troutsdale, Darncombe cum Langdale End och Snainton, i grevskapet North Yorkshire, i England. Civil parish var belägen 12 km från Scarborough och hade 27 invånare år 1971. Byn nämndes i Domedagsboken (Domesday Book) år 1086, och kallades då Truzstal.